# بطولة ويمبلي الدولية 1990
بطولة ويمبلي الدولية 1990 (بالإنجليزية: Makita Tournament 1990)‏ هو موسم من بطولة ويمبلي الدولية، أقيم بتاريخ 1990، وفاز فيه نادي سامبدوريا.